# Ľutov
Ľutov (Hongaars: Litó) is een Slowaakse gemeente in de regio Trenčín, en maakt deel uit van het district Bánovce nad Bebravou.
Ľutov telt 134 inwoners.